# Calle Marteles
La calle Marteles es una vía pública de la ciudad española de Sevilla.

## Descripción
La vía discurre, con un quiebro, desde la calle Enladrillada hasta Sol. Aparece descrita en la Noticia histórica del origen de los nombres de las calles de esta ciudad de Sevilla (1839) de Félix González de León con las siguientes palabras:

Calle de los Marteles. Está en el cuartel D. y en la parroquia de santa Lucía, es una calle angosta con una plazoleta en medio, que toma el nombre de haber tenido en ella una de sus casas los caballeros Marteles, oriundos de don Gonzalo Perez Martel, conmendador de Santiago por los años poco despues de la conquista. La calle pasa tomando vueltas, desde la calle Enladillada à la del Sol.
(González de León, 1839, p. 359)